# Давід Буесо
Давід Буесо (ісп. David Bueso; нар. 5 травня 1955) — гондураський футболіст, півзахисник. Учасник чемпіонату світу 1982 року.

## Кар'єра

### Клубна
Давід Буесо грав за гондураський клуб «Мотагуа».

### У збірній
У складі збірної взяв участь у відбірковому турнірі до чемпіонату світу 1982 року, провів 3 матчі, забив 2 голи. На «мундіалі» в Іспанії на поле не виходив.

## Титули і досягнення
- Переможець Чемпіонату націй КОНКАКАФ: 1981